# Velabre
El Velabre (en llatí: Velabrum) era una vall poc profunda a la ciutat de Roma que connectava el Fòrum Romà amb el Fòrum Boari, i el turó Capitolí amb el vessant occidental del Palatí. A la vora discorria el vicus Tuscus.
Es creia que abans de la construcció de la Cloaca Màxima, que probablement segueix el curs d'un antic rierol, la zona era un pantà. Els autors antics diuen que en aquesta zona pantanosa les arrels d'una figuera (el Ficus Ruminalis) van aturar la cistella que transportava Ròmul i Rem que anava flotant pel corrent del riu Tíber. El lloc tenia un gran significat simbòlic. També hi havia un mercat i era un centre de comerç.
Fins i tot després de la construcció de la Cloaca Màxima, a la zona encara eren freqüents les inundacions del Tíber, fins que el nivell del sòl es va elevar a conseqüència de l'incendi de Roma provocat per Neró.
Al Velabre s'hi troben l'Arc de Janus, l'Arc dels Argentaris i l'església de San Giorgio al Velabro.